# SIG P220
Die Pistole SIG P220 ist eine Selbstladepistole der SIG Sauer GmbH & Co. KG in Eckernförde. Konzipiert und (teilweise) konstruiert wurde sie von Walter Ludwig in den 1960er- und Anfang der 1970er-Jahre bei der SIG in Neuhausen (Kanton Schaffhausen, Schweiz) im Auftrag der Schweizerischen Armee.

## Technik und Verwendung

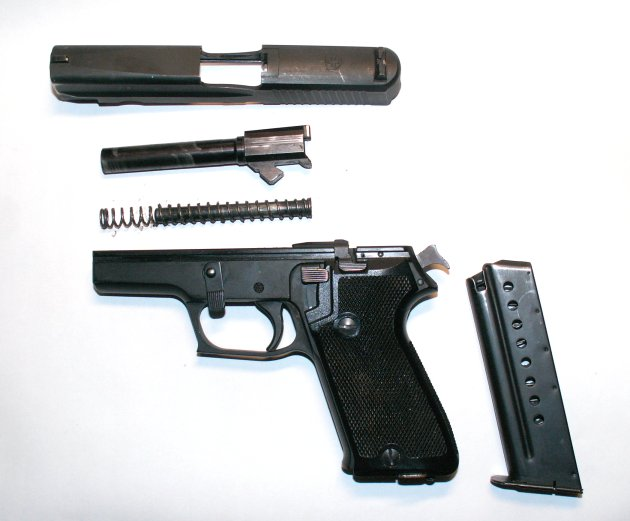
Field strip: Pistole SIG P220 (Pist 75) in ihre Hauptbestandteile zerlegt

Die SIG P220 ist ein Rückstoßlader mit modifiziertem Browning-System. Der Lauf verriegelt mit dem Patronenlagerblock im Hülsenauswurffenster des Schlittens. Nach dem Schuss laufen Schlitten und Lauf wenige Millimeter gemeinsam zurück, dann wird das Patronenlager von der Steuerkulisse nach unten gezogen und dadurch vom Schlitten entriegelt, der den restlichen Weg durch seine Trägheit allein zurücklegt. Die Schließfeder bewegt den Schlitten wieder nach vorn, wobei eine neue Patrone aus dem Magazin in das Patronenlager eingeführt und der Abzug gespannt wird. Der Lauf wird dabei aus der Steuerkulisse angehoben und verriegelt im Hülsenauswurffenster. Die Waffe verfügt über einen Druckpunkt-Spannabzug und eine automatische Schlagbolzensicherung.
Von der SIG 220 existieren zwei Serien. Die erste Serie hat auf dem Schlitten eine feine Riffelung und ist an der Mündung abgerundet. Die zweite Serie hat eine grobe Riffelung und ist an der Mündung „kantiger“.

## Nutzer
Die Schweizer Armee verwendet die Waffe seit 1975 als Dienstpistole im Kaliber 9 × 19 mm unter den Bezeichnungen Pist 75 und Pistole 75, sie löste damals die SIG P210 ab. Ebenfalls wird sie bei der Royal Canadian Mounted Police (Modellvariante P220 Rail) und der Militärpolizei der kanadischen Streitkräfte (Modellvariante P225) verwendet. Auch die Päpstliche Schweizergarde ist mit der Waffe ausgerüstet.